# جان وایتلی
جان وایتلی (انگلیسی: John Whiteley; ۷ ژوئن ۱۸۹۶ – ۲۰ مهٔ ۱۹۷۰) فرد نظامی اهل بریتانیا بود. وی همچنین برندهٔ جوایزی همچون صلیب نظامی شده‌است.